# Gretta Ray
Gretta Louise Ray (Melbourne, 22 maggio 1998) è una cantante australiana.

## Biografia
Gretta Ray ha fatto il suo debutto con l'album in studio Begin to Look Around (2021), candidato per un ARIA Music Award, disco con cui ha raggiunto la 13ª posizione della ARIA Albums Chart. All'LP ha fatto seguito Positive Spin (2023), promosso dall'omonimo tour, nonché secondo progetto a raggiungere la top twenty australiana.
La Australian Recording Industry Association le ha assegnato due certificazioni d'oro, equivalenti a un totale di 70 000 unità vendute.

## Discografia

### Album in studio
- 2021 – Begin to Look Around
- 2023 – Positive Spin

### EP
- 2016 – Elsewhere
- 2018 – Here and Now
- 2023 – Don't Date the Teenager

### Singoli
- 2016 – Drive
- 2016 – Unwind
- 2017 – Towers
- 2018 – Time
- 2019 – Re: Stacks (con Dustin Tebbutt)
- 2019 – Heal You in Time
- 2020 – Better (con Japanese Wallpaper)
- 2020 – Passion
- 2021 – Bigger than Me/Readymade
- 2021 – Human/Passion
- 2021 – Cherish/The Brink
- 2021 – Love Me Right/Learning You
- 2021 – It's Almost Christmas in Philly
- 2022 – Vienna
- 2022 – Sweet Disposition (con Budjerah e Ngaiire)
- 2023 – Dear Seventeen
- 2023 – Heartbreak Baby
- 2023 – America Forever